# Tommy Aldridge
Tommy Aldridge (Nashville, 15 de agosto de 1950) es un músico estadounidense. Se ha destacado por su trabajo con numerosos artistas, algunos de gran importancia en la escena musical, como Ozzy Osbourne, Thin Lizzy y Whitesnake.

## Carrera
En 1970 se une a la banda Black Oak Arkansas y graba nueve discos junto a ellos entre 1972 y 1976. Incluso hizo parte de largos recorridos alrededor de los Estados Unidos con la banda.
Entre 1978 y 1981 participa en la grabación de cinco álbumes con el guitarrista Pat Travers. En 1981 se le ofrece el puesto de baterista en el proyecto solista de Ozzy Osbourne, luego de su partida de Black Sabbath. Aldridge es incluido en la banda de Osbourne, grabando únicamente el álbum Bark at the Moon, en 1983. Permanece de forma intermitente con Ozzy (en 1984 deja la banda momentáneamente, siendo Carmine Appice su reemplazo temporal durante una gira Europea de "Bark At The Moon" ese mismo año) hasta 1985, tocando en el festival Rock in Rio en Brasil.
En 1984 se une a la banda de Gary Moore para grabar Dirty Fingers, y luego es reclutado por la agrupación del ex Deep Purple, David Coverdale, llamada Whitesnake. Graba un solo disco, Slip of the Tongue, editado en 1989. Un año después la banda cesaría su actividad.
A partir de ese momento, Aldridge ha formado parte de algunos proyectos, como Manic Eden, y ha sido músico invitado en varios eventos, de los que cabe destacar presentaciones de Motörhead, Ted Nugent y nuevamente Whitesnake.

## Discografía

### Black Oak Arkansas
- If an Angel Came to See You ...
- Street Party
- Ain't Life Grand
- X-Rated
- Balls of Fire
- High on the Hog
- King Biscuit Flower Hour Presents Black Oak Arkansas
- Raunch 'N' Roll Live
- Live! Mutha
- Ten Year Over Night Success

### Ozzy Osbourne
- Bark at the Moon (1983)

### Pat Travers
- Crash And Burn
- Live! Go for What You Know
- Live in Concert
- Radio Active
- Heat in the Street
- Go for What You Know

### Whitesnake
- Slip of the Tongue
- Live: In The Shadow Of The Blues
- Live: In The Still Of The Night
- The Purple Album
- The Purple Tour Live
- Flesh & Blood

### Otros
- Patrick Rondqt - Amphibia
- Patrick Rondat - On the edge
- Steve Fister - Age of Great Dreams
- House of Lords - Demons Down
- Thin Lizzy - One Night Only
- Gary Moore - Dirty Fingers - Live At The Marquee
- Vinnie Moore - Mind's Eye
- Motörhead - March or Die
- Ted Nugent - Full Bluntal Nugity
- Ruby Starr - Scene Stealer
- John Sykes - 20th Century
- M.A.R.S.- Project: Drive
- Manic Eden - Manic Eden
- Nozomu Wakai's Destinia - Metal Souls